# Savignano sul Panaro
Savignano sul Panaro (Savgnân d'cò Pànèra in dialetto modenese, Savignàn in dialetto bolognese occidentale) è un comune italiano di 9 587 abitanti della provincia di Modena in Emilia-Romagna, che si estende per 25 km² in posizione sud-est rispetto al grande bacino alluvionale della pianura padana. È parte dell'Unione di comuni Terre di castelli.

## Geografia fisica

### Territorio
Confina a nord con San Cesario sul Panaro, a est con Valsamoggia, a sud con  Guiglia. I confini nella parte occidentale sono invece determinati dal fiume Panaro, oltre il quale si trovano Marano sul Panaro, Vignola e Spilamberto. La superficie territoriale passa da un'altitudine di 50 m fino ad arrivare, alle pendici dell'appennino Emiliano, anche ai 400 m.

## Storia
Una delle prime memorie che si incontrano di Savignano è quella di un placito, il famoso "Placito Curte Saviniano; ubi Domnus Hludovicus Imperator preerat" che tenne nell'898 l'imperatore Ludovico II.
Ciò avvenne quando il castello ed il contado annesso erano compresi nell'ambito della giurisdizione del vescovo di Modena, al quale si sostituì il re d'Italia Pipino, figlio di Carlo Magno, nel secolo VIII.
Il suddetto vescovo di Modena Ingone nel 1022 diede la Corte di Savignano e il castello in enfiteusi al marchese Bonifacio di Toscana e quindi alla figlia Matilde.
Dopo la morte di quest'ultima avvenuta nell'anno 1115, Savignano passò sotto il potere del vescovo di Modena Dodone che affidò la cura di quel castello per due anni a Grimaldo da Frignano affinché a nome della Chiesa di Modena lo custodisse, cedendogli la terza parte di tutte le entrate e di tutti i diritti che egli aveva, promettendo di pagargli entro il termine di quei due anni dodici lire lucchesi per le spese necessarie alla difesa del castello.
Nel 1143 però, per volere spontaneo del popolo savignanese, tutto passò sotto il comune di Bologna e non a caso, anche l'antichissima famiglia gentilizia dei Pepoli, gloria petroniana, vanta le sue origini in Savignano. 
Nel frattempo, si era venuto a formare nel castello un nobile e potente casato, che da Savignano traeva il nome. Di questo casato si ricorda in particolare Bonaventura, avvocato della Chiesa, e Ugolino da Savignano, che fu scelto podestà tanto in Parma nel 1263 che in Perugia nel 1264. Dopo che la rocca era stata data in feudo per qualche tempo a Grimaldo da Frignano e più tardi a Guido di Ardizzone da Savignano, essa finì sotto il diretto dominio del comune di Modena per quasi un secolo, finché nel 1299 i bolognesi se ne impossessarono con le armi.
Almeno fin dal 1360 la rocca era in potere degli Estensi, tanto che il 26 luglio dello stesso anno il marchese Aldobrandino III d'Este nominò un certo Jacopo, soprannominato Brua, a custodire quel castello, dimenticando volutamente i da Savignano, più portati ad appoggiare i bolognesi.
Qualche anno più tardi, nel 1408 il marchese Niccolò III d'Este ne fece dono a Uguccione de Contrari, e nei discendenti di esso rimase fino all'estinzione della famiglia, dopo la quale ne fu infedauta la famiglia Boncompagni.
Frattanto la casata da Savignano si estinse con le ultime due figure femminili, Domina Viridis e Jacoba, ritiratesi poi a Castel Trivellino nei pressi di Campogalliano.
Insieme a Vignola anche Savignano passò nel 1577 ai Boncompagni, per l'acquisto di Jacopo figlio naturale di Gregorio XIII, ai quali fu tolto diverse volte e sempre durante occasioni belliche, soprattutto nella celebre guerra per il possesso del Ducato di Castro del 1643-1645 fra i Barberini e i Farnese.
Savignano rimase sotto il dominio dei Boncompagni fino al 1796, anno in cui entrò a far parte del Regno Italico di Napoleone Bonaparte.
Savignano sul Panaro fu il primo comune iscritto al Registro Araldico Nazionale, quando il 23 febbraio 1862 il ministro Segretario di Stato, Bettino Ricasoli, dava ufficialità al decreto del re Vittorio Emanuele II con il quale veniva riconosciuto il diritto del Comune di Savignano (che il successivo 4 dicembre avrebbe preso il nome di Savignano sul Panaro) di fregiarsi dello stemma come richiesto all'unanimità dal Consiglio Comunale nella seduta del 31 ottobre 1861.
Grazie ai preziosi ritrovamenti archeologici del secolo scorso, possiamo tranquillamente affermare che questa terra ha origini assai remote. Nel 1864, nel campo detto “Lovara”, venne rinvenuto un ripostiglio di 96 asce in bronzo risalente all'antica età del bronzo e oggi esposto presso il Museo civico di Modena. Inoltre, reperti trovati negli insediamenti e nelle necropoli testimoniano una forte presenza etrusca in questa zona. I rinvenimenti più recenti da riferirsi all'età del ferro sono quello di Pesano, risalente al 1976, quello del podere Fallona del 1983 e quello del Rio d'Orzo del settembre 1989. Tombe ricche di stoviglie e di oggetti di ogni tipo, come fibule, rasoi, spuntoni, fileti per cavalli, oggetti taglienti, cilindrici a due capocchie, pavimenti di mosaico e marmi furono ritrovati ripetutamente nell'area di Savignano, in particolare nelle località di Mombrina, Doccia, Moscardina e Pasano.
Giuseppe Graziosi (1879-1942), pittore e scultore, è la personalità più importante collegata al comune di Savignano sul Panaro, nato e cresciuto nella frazione Mulino dove si può ancora vedere la sua casa natale recentemente ristrutturata. Il Museo civico di Modena ha dedicato una sezione interamente al Graziosi, ossia la gipsoteca che da lui ha preso il nome e in cui sono esposte molte sue opere e calchi in gesso. La sua salma riposa nel cimitero comunale.

### Simboli
Lo stemma è stato approvato dal consiglio comunale nella seduta del 31 ottobre 1861 e concesso con regio decreto del 23 febbraio 1862.
(RD del 23 febbraio 1862)
Il decreto di concessione descrive lo scudo sormontato dalla corona prevista all'epoca per i comuni con meno di 3.000 abitanti e circondato da due rami di palma. Oggi lo stemma è rappresentato ornato con la corona di Comune e con i rami di alloro e quercia legati dal nastro tricolore come da legge vigente.
Vi è rappresentato l'antico castello di Savignano, attestato sin dal 1026.
Il gonfalone, concesso con RD del 20 novembre 1933, è un drappo di azzurro.

## Monumenti e luoghi d'interesse

### Architetture religiose
- Chiesa di Santa Maria Assunta

## Società

### Evoluzione demografica
Abitanti censiti

### Etnie e minoranze straniere
Gli stranieri residenti nel comune sono 1 346, al 31 dicembre 2013. Di seguito sono riportati i gruppi più consistenti:
1. Marocco: 397
2. Albania: 350
3. Ghana: 146
4. Romania: 89
5. Tunisia: 85
6. Nigeria: 44
7. Ucraina: 36
8. Moldavia: 34
9. Polonia: 30
10. Cina: 30

## Cultura

### Musei

#### Museo della Venere e dell'Elefante di Savignano

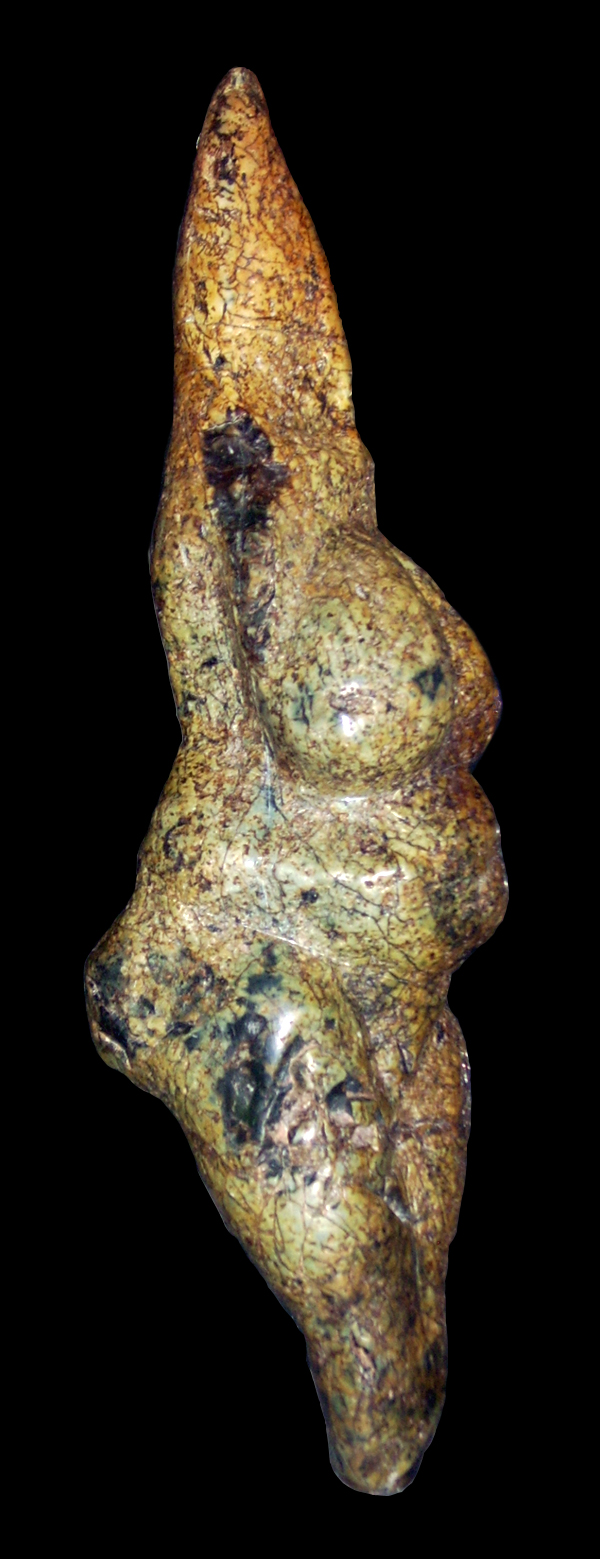
La Venere di Savignano vista di profilo

##### L'Elefante
Nell'autunno del 1980 veniva scoperto sul greto del fiume Panaro lo scheletro incompleto di un elefante in località Bocchirolo a nordest di Savignano sul Panaro: si tratta di una femmina appartenente al genere Mammuthus, progenitore della specie "meridionalis" che comparve in Europa alla fine del Pliocene. La mostra permanente propone inoltre alcuni percorsi-mostra che illustrano la storia del territorio comunale attraverso i principali ritrovamenti archeologici, con particolare riguardo all'importante insediamento del Neolitico affiorato nel 1981 e una serie di vetrine che raccolgono minerali e fossili provenienti da donazioni e da rinvenimenti effettuati sul territorio comunale.

##### La Venere di Savignano
Una sezione del museo è dedicata alla copia della celeberrima Venere di Savignano, scultura dell'età paleolitica, rinvenuta nel 1925 ad una profondità di circa 120 cm dal sig. Olindo Zambelli in frazione Mulino a seguito di lavori per lo scavo delle fondamenta di una costruzione. Successivamente venne acquistata dall'insigne artista savignanese Giuseppe Graziosi che, conscio della sua importanza archeologica ed artistica ne fece dono al Museo Preistorico Etnografico "Luigi Pigorini" di Roma dove è attualmente conservata. Una replica è invece esposta presso il Museo civico di Modena. I confronti stilistici con le altre numerose figurine paleolitiche rinvenute finora in Europa permettono di ricondurre la datazione della Venere al Gravettiano, o paleolitico superiore medio (28.000 - 24.000 anni fa), coerentemente con i dati stratigrafici disponibili.

## Economia
Il territorio collinare tra Bologna e Modena ha molte ricchezze da offrire al gusto.
La tradizione gastronomica di Savignano trae le sue origini dalla collocazione di confine tra Modena e Bologna da una parte, e fra montagna e pianura dall'altra. I prodotti tipici della montagna, crescentine e borlenghi, convivono con i prodotti tipicamente modenesi, come l'aceto balsamico e il nocino, e bolognesi, come le paste fresche e ripiene.
Gran parte del territorio è caratterizzato da una spiccata vocazione agricola orientata sui frutteti (ciliegi, susini, peri, albicocchi, meli) e vigneti tipici dei colli bolognesi con ben 11 vini DOC.
Il territorio comunale è compreso nei prestigiosi Consorzi per la tutela del Parmigiano Reggiano, del Prosciutto di Modena e della Ciliegia e Susina tipica di Vignola.
Inoltre nelle frazioni Magazzino e Mulino vi è una zona particolarmente adatta alla coltivazione del caco; alcuni agricoltori si sono specializzati nel portarli a maturazione artificialmente iniziando dalla seconda decade di settembre.

Notevole impulso hanno avuto negli ultimi anni la piccola industria e l'artigianato; è anche importante la presenza del settore terziario.

## Frazioni e contrade
- Castello
- Doccia
- Formica
- Garofano
- Magazzino
- Mulino
- La Torre
- Bocchirolo
- San Giovanni
- Castiglione

## Eventi
- Lotta per la Spada dei Contrari, terzo weekend di settembre.

## Infrastrutture e trasporti

### Strade
Il territorio di Savignano è storicamente attraversato dall'antica strada romana detta via Claudia. Dall'avvento della motorizzazione di massa l'arteria principale è la strada provinciale 569, già Strada statale 569 di Vignola, che da Casalecchio di Reno arriva a Savignano per poi continuare verso Vignola e da lì verso Maranello. La stessa, dal 1883 al 1938, ospitava il binario della tranvia Bologna-Casalecchio-Vignola che a Savignano possedeva altresì un tratto in sede propria; la località era servita dalle fermate Casale Molino e Doccia.
In località Formica la 569 ha una tratta in comune con la strada statale 623 del Passo Brasa (ora strada provinciale) che proviene da Modena, attraversa Vignola ed è spina dorsale del territorio più meridionale del territorio comunale di Savignano, dopo il quale prosegue per Guiglia, Zocca fino ad arrivare a Gaggio Montano.

### Ferrovie

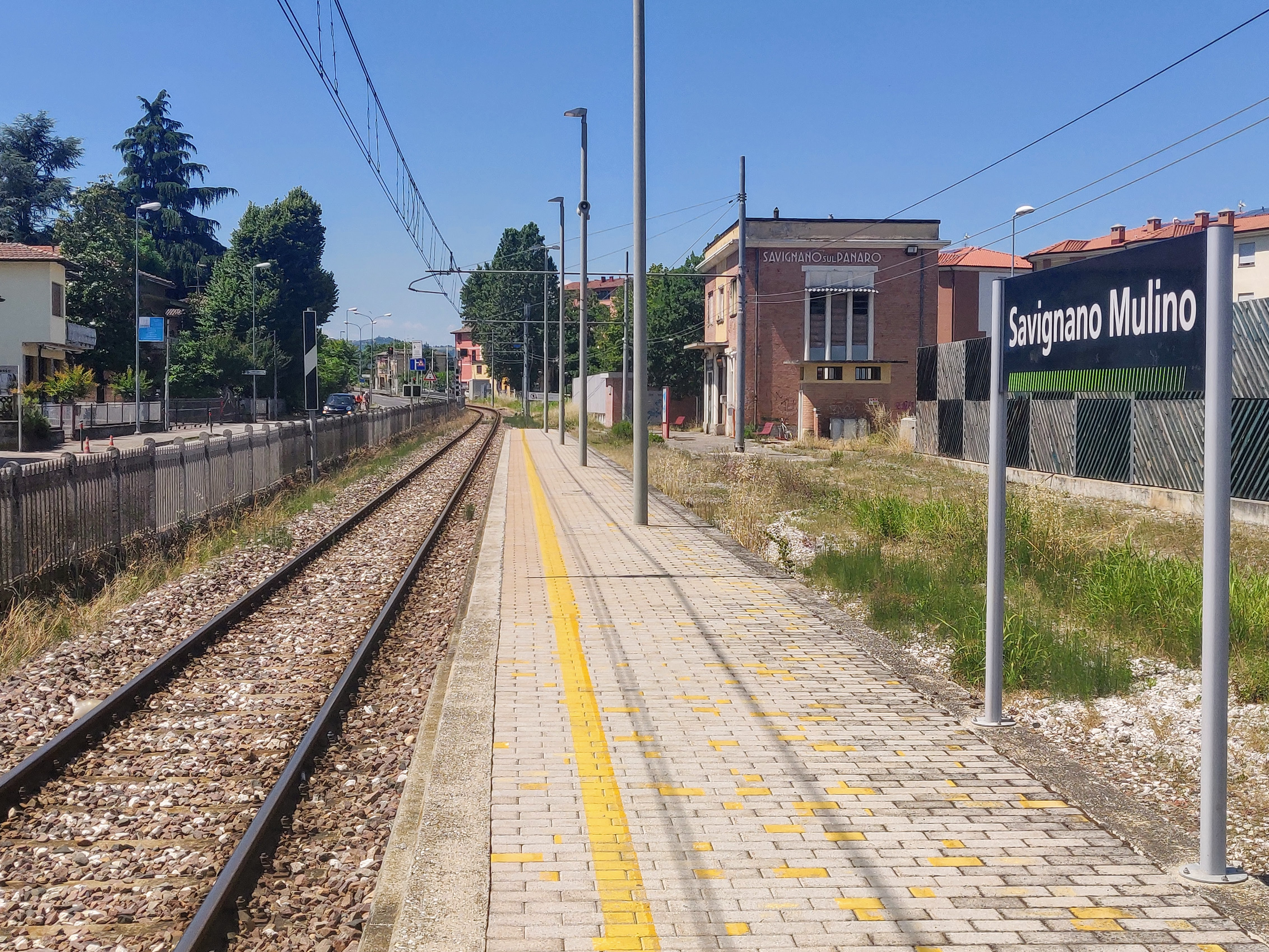
La stazione ferroviaria di Savignano Mulino, sulla ferrovia Casalecchio-Vignola

Nel 1938 la tranvia fu sostituita dall'attuale ferrovia Casalecchio-Vignola, su cui sono presenti la stazione di Savignano Mulino e la stazione di Savignano Centro, fermate ferroviarie inserite nell'ambito del servizio ferroviario metropolitano di Bologna e servite dai treni regionali di Trenitalia Tper diretti al capoluogo regionale.
Questa linea ferroviaria rimase attiva per il trasporto merci fino al 1995, nonostante la sospensione del servizio passeggeri avvenuta nel 1967, perché sul suo percorso sorgevano, soprattutto a Savignano, diversi magazzini di frutta che continuarono ad utilizzare la linea. In questo ambito infatti la Stazione di Savignano Mulino svolgeva un importante compito di scalo merci all'interno dei magazzini della famiglia Garagnani (successivamente trasformata in Coop. Garagnani, ed in epoca recente in Coop. Emiliafrutta), al tempo tra i più importanti e all'avanguardia d'Italia. Subito dopo la stazione di Savignano Centro i binari passano il fiume Panaro su un ponte a cinque arcate in cemento armato che nel momento della sua realizzazione risultava il ponte in cemento più lungo d'Italia.

## Amministrazione
| Periodo        | Periodo        | Primo cittadino   | Partito                            | Carica  | Note   |
| -------------- | -------------- | ----------------- | ---------------------------------- | ------- | ------ |
| 12 maggio 1985 | 14 luglio 1992 | Giorgio Bertanti  | Partito Comunista Italiano         | Sindaco | [ 11 ] |
| 21 luglio 1992 | 12 giugno 1999 | Massimo Calzolari | Partito Democratico della Sinistra | Sindaco | [ 11 ] |
| 13 giugno 1999 | 6 giugno 2009  | Catia Fornari     | Democratici di Sinistra            | Sindaco | [ 11 ] |
| 7 giugno 2009  | 26 maggio 2019 | Germano Caroli    | lista civica Insieme per Savignano | Sindaco | [ 11 ] |
| 27 maggio 2019 | in carica      | Enrico Tagliavini | lista civica ProgettiAmo Savignano | Sindaco | [ 11 ] |